# Валя-Чирешоїй
Валя-Чирешоїй (рум. Valea Cireșoii) — село у повіті Клуж в Румунії. Входить до складу комуни Міка.
Село розташоване на відстані 341 км на північний захід від Бухареста, 52 км на північний схід від Клуж-Напоки.

## Населення
За даними перепису населення 2002 року у селі проживали 12 осіб, усі — угорці. Усі жителі села рідною мовою назвали угорську.